# Hoplolabis subareolata
Hoplolabis subareolata là một loài ruồi trong họ Limoniidae. Chúng phân bố ở miền Cổ bắc.